# Antulio Parrilla-Bonilla
Antulio Parrilla-Bonilla SJ (* 6. Januar 1919 in San Lorenzo; † 3. Januar 1994) war ein puerto-ricanischer römisch-katholischer Ordensgeistlicher und Weihbischof in Caguas.

## Leben
Antulio Parrilla-Bonilla trat der Ordensgemeinschaft der Jesuiten bei und empfing am 3. Mai 1952 das Sakrament der Priesterweihe.
Am 25. Mai 1965 ernannte ihn Papst Paul VI. zum Titularbischof von Ucres und bestellte ihn zum Weihbischof in Caguas. Der Bischof von Caguas, Rafael Grovas Felix, spendete ihm am 15. August desselben Jahres die Bischofsweihe; Mitkonsekratoren waren der Erzbischof von San Juan de Puerto Rico, Luis Aponte Martínez, und der Weihbischof in San Juan de Puerto Rico, Juan de Dios López de Victoria.
1968 trat Antulio Parrilla-Bonilla als Weihbischof in Caguas zurück.